# Турин (Джорджія)
Турин (англ. Turin) — місто (англ. town) в США, в окрузі Ковета штату Джорджія. Населення — 347 осіб (2020).

## Географія
Турин розташований за координатами 33°19′38″ пн. ш. 84°38′13″ зх. д. / 33.32722° пн. ш. 84.63694° зх. д. (33.327296, -84.636927).  За даними Бюро перепису населення США в 2010 році місто мало площу 4,19 км², з яких 4,17 км² — суходіл та 0,02 км² — водойми. В 2017 році площа становила 3,30 км², з яких 3,28 км² — суходіл та 0,02 км² — водойми.

## Демографія
Згідно з переписом 2010 року, у місті мешкали 274 особи в 101 домогосподарстві у складі 76 родин. Густота населення становила 65 осіб/км².  Було 149 помешкань (36/км²).
Расовий склад населення:
| - 90,9 % — білих - 8,4 % — чорних або афроамериканців - 0,4 % — азіатів |

До двох чи більше рас належало 0,4 %. Частка іспаномовних становила 1,5 % від усіх жителів.
За віковим діапазоном населення розподілялося таким чином: 24,1 % — особи молодші 18 років, 56,2 % — особи у віці 18—64 років, 19,7 % — особи у віці 65 років та старші. Медіана віку мешканця становила 40,8 року. На 100 осіб жіночої статі у місті припадало 86,4 чоловіків;  на 100 жінок у віці від 18 років та старших — 79,3 чоловіків також старших 18 років.
Середній дохід на одне домашнє господарство  становив 79 620 доларів США (медіана — 86 875), а середній дохід на одну сім'ю — 87 304 долари (медіана — 97 900). За межею бідності перебувало 6,3 % осіб, у тому числі 5,9 % дітей у віці до 18 років та 0,0 % осіб у віці 65 років та старших.
Цивільне працевлаштоване населення становило 159 осіб. Основні галузі зайнятості: виробництво — 20,8 %, освіта, охорона здоров'я та соціальна допомога — 14,5 %, мистецтво, розваги та відпочинок — 11,3 %, будівництво — 10,7 %.